# Lymanopoda huilana
Lymanopoda huilana är en fjärilsart som beskrevs av J. Peter Maassen och Gustav Weymer 1890. Lymanopoda huilana ingår i släktet Lymanopoda och familjen praktfjärilar. Inga underarter finns listade i Catalogue of Life.